# SMS Goeben (1911)
«Гёбен» (нем. Goeben) — германский линейный крейсер типа «Мольтке» времён Первой мировой войны. Введен в строй 2 июля 1912 года. 16 августа 1914 года был передан Турции. В 1914—1917 годах вёл операции на Чёрном море против русского Черноморского флота и Кавказской армии.
С ноября 1918 года в составе турецкого флота под именем «Султан Селим Грозный» (тур. Yavuz Sultan Selim) или просто Yavuz. До 1950 года был флагманом военно-морского флота Турции. В 1973 году разрезан на металл (последним из кораблей германского имперского флота) после того, как Германия отказалась выкупить его и превратить в музей.
Считается, что «Гёбен» («Явуз Султан Селим») оставался на активной службе дольше, чем любой другой корабль дредноутного типа в мире.

## Строительство
Линейный крейсер типа «Мольтке». Заложен 12 или 28 августа 1909 года, спущен на воду 28 марта 1911 года, предварительно вошёл в состав флота 2 июля 1912 года. Стоимость постройки составила 41 564 000 золотых марок или 20 728 000 рублей золотом. Строительство велось на судоверфи фирмы «Блом унд Фосс» («Blohm und Voss») в Гамбурге.
Назван в честь Августа Карла фон Гебена, прусского генерала времен франко-прусской войны 1870—1871.

## Первая мировая война
До войны крейсер был флагманом Средиземноморской группы Кайзерлихмарине (командующий — адмирал Вильгельм Сушон).

### 1914

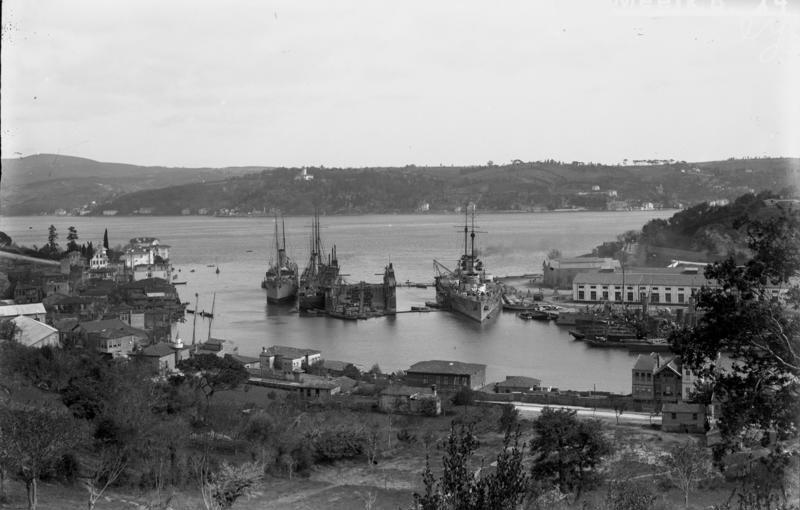
Крейсер «Гёбен» у входа в бухту Стения

К началу Первой мировой войны, летом 1914 года, Средиземноморская группа (эскадра) в составе линейного крейсера «Гёбен» и лёгкого крейсера «Бреслау» находилась вблизи побережья Африки. В Средиземном море находились значительные силы французского флота, поэтому после объявления войны было решено перевести группу в Константинополь, к побережью Турции, подписавшей секретный договор о союзе с Германией, но объявившей о своём нейтралитете в начавшейся войне. Кроме французского флота, в Средиземном море находилась и группа британских линейных крейсеров, однако «Гёбену» и «Бреслау» удалось ускользнуть от союзников и благополучно дойти до цели: 28 июля (10 августа) 1914 года немецкие крейсера достигли пролива Дарданеллы.
Турция, заявив о своём нейтралитете, по существовавшим международным договорам не имела права впускать корабли воюющих сторон в проливы. Однако Германии удалось склонить на свою сторону военного министра Турции Энвер-пашу, и разрешение было дано. Для того, чтобы преодолеть юридические затруднения, немецкие крейсера были формально включены в состав турецкого флота под именами Yavuz Sultan Selim и Midilli, при этом команды остались немецкими. 3 (16) августа крейсера подошли к Константинополю. 10 (23) сентября контр-адмирал Сушон был назначен главнокомандующим турецким флотом. 11 (24) октября военный министр Энвер-паша отдал Сушону приказ о начале боевых действий против русского флота.
- 16 (29) октября «Гёбен» подошёл к Севастополю и обстрелял его. Береговые батареи открыли ответный огонь. 254-мм снаряд попал в район кормовой трубы, но не взорвался. При отходе «Гёбен» встретил и обстрелял русский минный заградитель «Прут» (чтобы избежать захвата, командир капитан 2-го ранга Быков Г. А. приказал затопить корабль, открыв кингстоны, а команде высадиться на шлюпки[2]), после чего накрыл залпом из 150-мм орудий эсминец «Лейтенант Пущин», пришедший на помощь тонущему «Пруту»[1]. После этих событий Россия объявила войну Турции[Прим. 3].

- 5 (18) ноября «Гёбен» и «Бреслау» вновь приблизились к берегам Крыма и у мыса Сарыч внезапно встретились с главными силами Черноморского флота во главе с броненосцем «Евстафий». Из-за тумана противники обнаружили друг друга на расстоянии менее 5 миль. В последовавшей перестрелке «Гёбен» получил несколько попаданий тяжёлыми снарядами, однако, благодаря преимуществу в скорости, немецким крейсерам удалось оторваться от русской эскадры и уйти (см. Бой у мыса Сарыч).
- 27 ноября (10 декабря) прикрывал транспорты с войсками и обстрелял Батум.
- 13 (26) декабря наскочил на минное поле, установленное русскими кораблями вблизи входа в пролив Босфор. Первая мина взорвалась по правому борту вблизи носовой рубки. В корпусе образовалась пробоина площадью около 50 квадратных метров, однако внутренняя броневая переборка (torpedo bulkhead) выдержала удар. Через несколько минут взорвалась вторая мина — на этот раз по левому борту впереди каземата; площадь пробоины в корпусе составила более 60 квадратных метров, однако внутренняя броня выдержала и на этот раз. Корабль принял до 600 тонн воды, но смог дойти до базы. Для ремонта пришлось вызывать рабочих из Германии и сооружать гигантские кессоны весом в 160 тонн[1].

### 1915

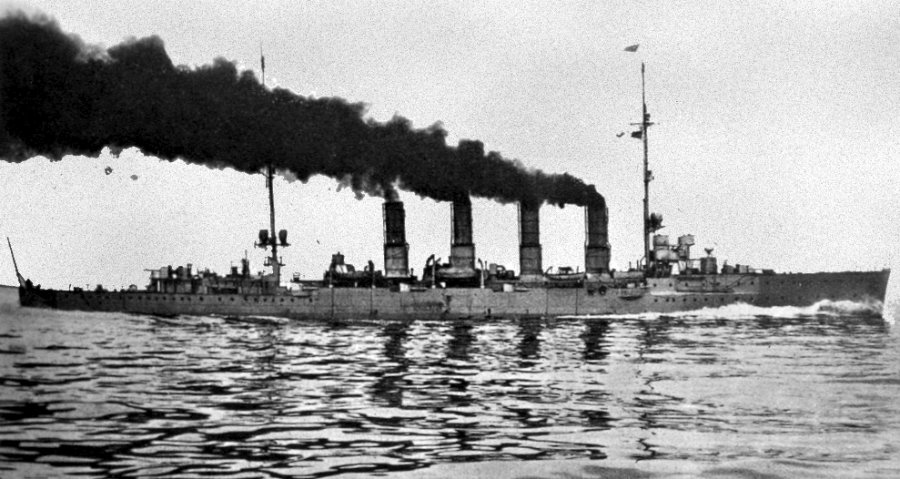
Легкий крейсер «Бреслау»

- 3 апреля «Гёбен» и «Бреслау» вышли в Чёрное море, чтобы встретить турецкие бронепалубные крейсера «Хамидие» и «Меджидие», посланные для бомбардировки Николаева. «Меджидие» наскочил на мину и затонул, поэтому бомбардировка Николаева была отменена, германские же корабли отправились к Севастополю. Присутствие противника было обнаружено русским гидропланом, и в море вышла эскадра Черноморского флота: шесть броненосцев в сопровождении двух крейсеров и пяти эсминцев. Тем временем немецкие крейсера потопили два грузовых парохода и поджидали русскую эскадру, чтобы прикрыть отход «Хамидие» в Босфор. Когда русский флот приблизился на расстояние 10 миль, «Бреслау» поставил дымовую завесу, под прикрытием которой германские крейсера стали отходить. Русские броненосцы развили максимальный ход и открыли огонь, но в наступивших сумерках успеха не добились. Немецкие крейсера получили по радио сообщение о том, что «Хамидие» благополучно вернулся на базу, и начали отход, не подозревая, что в темноте к ним приблизились русские эсминцы. Неосторожные переговоры по радио выдали русских моряков, и «Бреслау», осветив эсминцы прожекторами, открыл огонь с дистанции 200 м. Немецкие моряки посчитали, что ими были потоплены два эсминца, но русские корабли отступили без потерь. «Гёбен» и «Бреслау» вновь ушли в Босфор.

До конца года операции «Гёбена» были ограничены из-за недостатка угля; крейсер выходил в море лишь два раза: 9—11 августа и 5—6 сентября.

### 1916
- 8 января вышел в море для преследования русских миноносцев, но столкнулся с новым русским линкором «Императрица Екатерина Великая». Пять залпов «Гёбена», выпущенные с максимальной дистанции, легли с недолётами. Крейсер начал отход, постепенно увеличивая дистанцию[Прим. 4]. Русский линкор развил максимальную скорость и продолжал преследование ещё 30 минут, ведя огонь из 305-мм орудий: последние залпы были сделаны с дистанции 22,5 км[3]. «Гёбен» получил лишь осколочные попадания и ушёл в Босфор[1].

В начале 1916 года углы возвышения увеличили до 16°.
- 4—6 февраля прикрывал транспорты с войсками.
- 4 июля обстрелял Туапсе.

В конце 1916 года на «Гёбен» установили приборы центральной наводки главного и среднего калибров. Угол возвышения орудий увеличили до 22,5°, что давало крейсеру возможность вести бой с новыми русскими линкорами на дистанциях до 23 км. Одновременно были демонтированы последние четыре 88-мм орудия, ещё остававшиеся на борту.

### 1917
Появление русских дредноутов кардинально изменило обстановку на Кавказско-черноморском театре военных действий. Благодаря достигнутому качественному превосходству, Черноморский флот смог блокировать доставку угля из района Зонгулдак в Константинополь, в результате чего в 1917 году «Гебен» ни разу не вышел в море.

### 1918
После Октябрьской революции в Петрограде и в результате наступившей после этого анархии русский флот потерял боеспособность, и военные действия на Чёрном море прекратились; база флота в Севастополе по Брестскому договору попала под контроль Германии.
После завершения Дарданелльской операции Англия держала специальную флотилию в Эгейском море на случай выхода «Гёбена».
- 10 января «Гёбен» и «Бреслау» вышли из Дарданелл и столкнулись с английскими силами у острова Имброс. В этот момент линкоры английской флотилии (HMS Agamemnon и HMS Lord Nelson) находились в другом месте, и английские эсминцы и мониторы стали лёгкой добычей: были потоплены мониторы M28 и HMS Raglan. Однако вскоре после боя немецкие крейсера наскочили на минное поле: «Бреслау» затонул мгновенно, «Гёбен» также подорвался на трёх минах, но остался на плаву. Вскоре крейсер был атакован примерно десятью английскими и греческими самолётами эскадрильи греческой морской авиации в составе II британского крыла Королевских морских воздушных сил (RNAS — Royal Naval Air Service) и, пытаясь уйти от воздушной атаки, сел на мель в районе отмели Нагара.

В ходе воздушных боёв над кораблём, греческий ас Аристидис Морайтинис на истребителе Sopwith Camel 1F.1 сбил три немецких самолёта, пытавшихся перехватить бомбардировщики союзников, в то время как греческий Sopwith 1½ Strutter лейтенанта Спиридона Хамбраса был сбит немецким асом Эмилем Мейнеке (Emil Meinecke).
- 26 января был снят с мели и отбуксирован в Стамбул. После ремонта вновь вернулся в строй[Прим. 5].

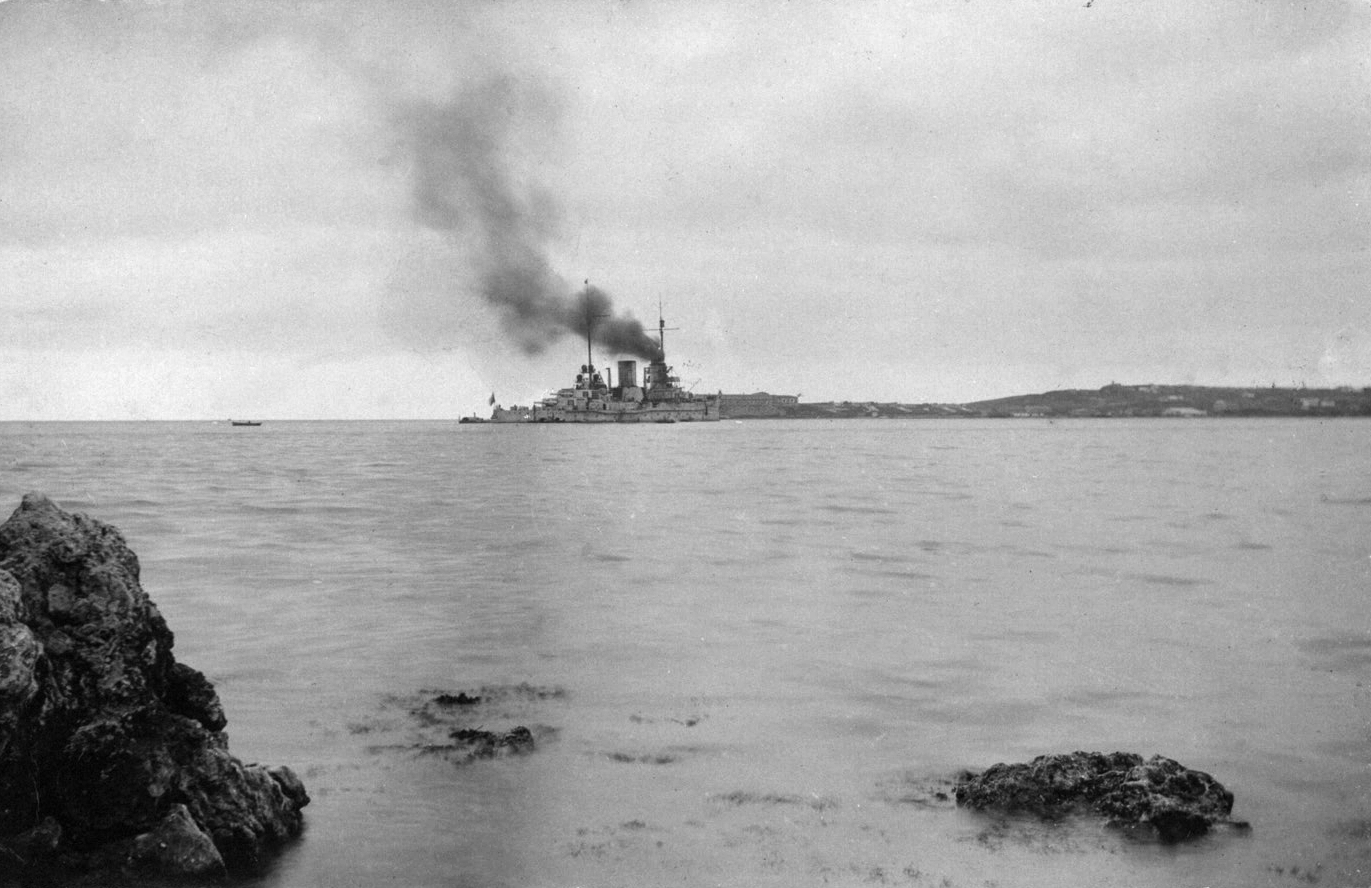
«Гебен» в Севастополе, май 1918

- 30 марта «Гебен» сопровождал турецкую комиссию по разоружению, прибывшую в Одессу после подписания Брест-Литовского договора.
- В мае проходил ремонт в Севастополе, где, в отличие от Константинополя, имелся сухой док подходящего размера. Силами местных рабочих были устранены течи и проведена очистка корпуса.
- 28 июня «Гебен» с группой эсминцев отправился в Новороссийск для интернирования остатков русского военного флота, но к моменту прибытия группы на место корабли уже были затоплены. Оставив эсминцы в Новороссийске, «Гебен» вернулся в Севастополь, где силами местных рабочих была проведена очистка днища.
- 7 августа — 19 октября: по возвращении в Константинополь, проходил ремонт по устранению повреждений, нанесенных взрывами мин в январе. В военных действиях больше участия не принимал.
- 2 ноября Германия передала крейсер в собственность турецкого правительства[6].

## После войны

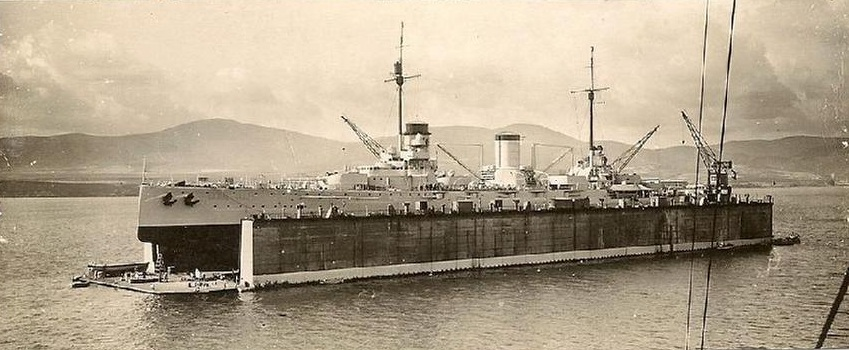
Линейный крейсер «Явуз» в плавучем доке, ок. 1928 г.

Условия Севрского мирного договора между Оттоманской империей и союзниками (1920) предусматривали передачу крейсера Англии в качестве военных репараций. Однако после войны за независимость Турции договор был расторгнут. По Лозаннскому мирному договору (1923) большая часть флота оставалась в распоряжении турецкого правительства. В число оставленных Турции кораблей вошёл и «Гебен» («Явуз»).
Во Второй Мировой Войне не проявлял никаких действий: шла модернизация, дооснащение и ремонт. После 1948 года корабль был размещен либо в г. Измит, либо в Гельчюке. Был списан с действительной службы 20 декабря 1950 года и исключен из Военно-Морского Регистра 14 ноября 1954 года. Когда Турция вступила в НАТО в 1952 году, кораблю был присвоен бортовой номер B70. Турецкое правительство предложило продать корабль западногерманскому правительству в 1963 году как музейное судно, но предложение было отклонено. Турция продала корабль M.K.E. Seyman в 1971 году на слом. «Гебен» («Явуз») был отбуксирован для разделки 7 июня 1973 года, и работы по полной утилизации были завершены в феврале 1976 года. К тому времени, он был последним дредноутом, существовавшим за пределами Соединенных Штатов.

## Стратегическое значение

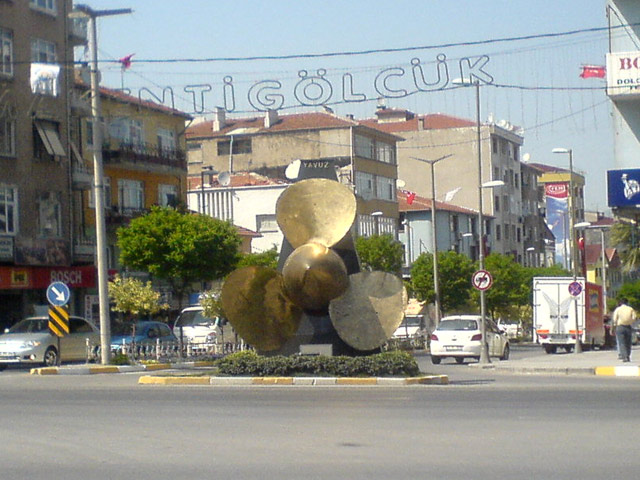
Ходовой винт «Гёбена», установленный на площади города Гёльджюк

Появление «Гёбена» и «Бреслау» в Чёрном море ускорило вступление Турции в войну на стороне Центральных держав. Хотя военные действия Турции и имели некоторое самостоятельное значение, однако наибольшее влияние на ход войны оказала потеря южного маршрута снабжения русской армии, а также прекращение экспорта русского зерна — основного источника валюты для русской казны. Вместе с германской блокадой Балтийского моря это отрезало Россию от Европы; оставшиеся пути снабжения через Архангельск и Владивосток были слишком долгими и ненадёжными. Всё это привело к заметному ослаблению военной мощи русской армии, испытывавшей постоянный недостаток в материальном снабжении.

### Кавказский фронт
Действия «Гёбена» оказали большое влияние на операции Кавказского фронта. До 1914 русские броненосцы доминировали в Чёрном море, и русская армия планировала десант в Босфоре. Появление «Гёбена» в корне изменило ситуацию: любые действия у турецких берегов теперь требовали присутствия всей броненосной бригады ЧФ, поскольку меньшие силы могли быть уничтожены «Гёбеном». Влияние «Гебена» было нейтрализовано лишь в начале 1916 года с вводом в строй русских линкоров «Императрица Мария» и «Императрица Екатерина Великая». Нейтрализация «Гебена» радикально изменила соотношение сил на Кавказско-черноморском театре в пользу России.

## Комментарии
1. ↑  Расхождения в источниках
2. ↑  C древности эта бухта служила пристанищем судам, заходящим в Босфор со стороны Чёрного моря, и была известна под названиями Леостениос, Ластенес и Состениос. В византийские времена название трансформировалось в Стения, отсюда и турецкое название — Истинье (Истиние, İstinye[англ.]).
3. ↑  Посол США в Константинополе Генри Моргентау позднее указывал, что правительство Турции в целом было против войны с Россией, закономерно опасаясь поражения. Турецкий министр ВМФ Джемаль-паша не давал санкции на атаку российских портов и был поставлен перед фактом германских действий. Англия и Франция также были против вступления Турции в войну на стороне Германии. По просьбе турок Моргентау обратился к российскому послу М. Н. Гирсу с предложением уладить дело миром. Гирс ответил, что это возможно лишь в случае, если Турция уволит всех германских офицеров из армии и флота. Вскоре Россия без консультаций с союзниками объявила войну Оттоманской империи (Моргентау, Генри. Трагедия армянского народа : история посла Моргентау / пер. с англ. А. Ю. Фроловой. — М.: Центрполиграф, 2009. — 318 с. — ISBN 978-5-9524-4091-3.).
4. ↑  На испытаниях «Гебен» показал максимальную скорость более 28 узлов. Однако из-за расшатанных гребных валов удалось развить скорость только в 23 узла; максимальная же скорость линкоров типа «Императрица Мария» составляла 21 узел.
5. ↑  Полное устранение повреждений полученных на минном поле происходило позднее: с 7 августа по 19 октября 1918 года.
6. ↑  К моменту начала войны 50 % российского экспорта, в том числе 90 % экспорта зерна, осуществлялось через турецкие проливы (Роган, стр. 62).
7. ↑  Лиддел Гарт приводит мнение генерала Гофмана, начальника штаба Восточного фронта: «Осенью 1915 года Гофман решительно и убежденно заявил, что успех германских действии против России всецело зависит от возможности „прочно преградить Дарданеллы“, потому что „если русские увидят, что пути для экспорта хлеба и ввоза военных материалов закрыты, страна будет постепенно охвачена параличом“.» («Правда о Первой мировой», стр. 129)
8. ↑  В январе 1916 началось общее наступление русской армии на кавказском фронте: 3 февраля был взят Эрзурум (см. Эрзурумское сражение). Весной 1916 года русские войска провели успешные десантные операции на побережье Анатолии: в Ризе (март 1916) и Трабзоне (апрель), (см. Трапезундская операция). К августу 1916 года восточная часть Анатолии (Западная Армения) была полностью занята русской армией.

### На русском
- Кооп Г. На линейном крейсере «Гёбен». — СПб.: АНТ-Принт, 2002.
- Козлов Д. Ю. «Странная война» на Чёрном море (август-октябрь 1914 года). — М.: Квадрига, 2009. — 223 с., илл. — ISBN 978-5-904162-07-8
- Лиддел Гарт Б. 1914. Правда о Первой мировой. — М.: Эксмо, 2009 [1930]. — 480 с. — (Перелом истории). — 4300 экз. — ISBN 978-5-699-36036-9.
- Лорей Г. Операции германо-турецких сил в 1914—1918 гг. / Пер. с нем. — СПб.: Издательство «Полигон», 2004. — 524 с. — (Военно-историческая библиотека).
- Юджин Роган. Падение Османской империи. Первая мировая война на Ближнем Востоке, 1914–1920 гг = The Fall of the Ottomans: The Great War in the Middle East. By Eugene Rogan. . — М.: Альпина Нон-фикшн, 2017. — 560 p. — ISBN 978-5-91671-762-4.
- Грибовский В. Ю. Черноморский флот в боях с «Гебеном». // Гангут. — 1996. — № 10. — С.27-28.

### На английском
- Halpern, Paul G. A Naval History of World War I (неопр.). — Annapolis: United States Naval Institute, 1995. — ISBN 978-1-55750-352-7.
- Herwig, Holger. "Luxury" Fleet: The Imperial German Navy 1888–1918 (англ.). — Amherst, New York[англ.]: Humanity Books[англ.], 1998. — ISBN 978-1-57392-286-9.
- Hough, Richard[англ.]. Dreadnought: A History of the Modern Battleship (англ.). — Cornwall, UK: Penzance, 2003. — ISBN 978-1-904381-11-2.
- Langensiepen, Bernd; Güleryüz, Ahmet. The Ottoman Steam Navy 1828–1923 (неопр.). — London: Conway Maritime Press[англ.], 1995. — ISBN 978-0-85177-610-1.
- Nekrasov, George. North of Gallipoli: The Black Sea Fleet at War 1914–1917 (англ.). — Boulder, Colorado: East European Monographs, 1992. — Vol. CCCXLIII. — (East European monographs). — ISBN 978-0-88033-240-8.

- Staff, Gary. German Battlecruisers: 1914–1918 (неопр.). — Oxford: Osprey Books, 2006. — ISBN 978-1-84603-009-3.
- Robert Gardiner, Randal Gray. Conway's All the World's Fighting Ships: 1906–1921 (англ.) / Gardiner, Robert; Gray, Randal. — Annapolis: United States Naval Institute, 1985. — ISBN 978-0-87021-907-8.
- Robert K. Massie «Castles of Steel: Britain, Germany, and the Winning of the Great War at Sea»[англ.], Random House, October 28, 2003; ISBN 978-0-679-45671-1